# Peskovci
Peskovci (mađarski: Petőfa, prekomurski: Peskouvci, njemački: Henzensdorf), naselje u slovenskoj Općini Gornjim Petrovcima. Peskovci se nalazi u pokrajini Prekomurju i statističkoj regiji Pomurju. Ovdje se rodio slovenski pisac i novinar Ernest Ružič.

## Stanovništvo
Prema popisu stanovništva iz 2002. godine naselje je imalo 93 stanovnika.